# 고즈쿠시정
고즈쿠시정(일본어: 小筑紫町)은 일본 고치현 하타군에 있던 정이다.

## 역사
- 1889년 4월 1일 - 정촌제 시행에 의해 11촌의 구역으로 고즈쿠시촌이 성립하였다.
- 1950년 11월 3일 - 정으로 승격해 고즈쿠시정이 되었다.
- 1954년 3월 31일 - 스쿠모정·야마나촌·히라타촌·하시가미촌·오키노시마촌과 합병해 스쿠모시가 성립, 동일 고즈쿠시정은 폐지되었다.

## 참고 문헌
- 角川日本地名大辞典編纂委員会,『角川日本地名大辞典 39 高知県』1983, 角川書店